# Charlotte Aïssé
Charlotte Aïssé (corruzione di Haidée, detta anche Mademoiselle Aïssé; Circassia, 1693 – Parigi, 13 marzo 1733) è stata una scrittrice francese, nota soprattutto per la sua corrispondenza: Lettres de mademoiselle Aïssé à madame C***.

## Biografia
Figlia di un capo circasso, il cui palazzo venne saccheggiato dai Turchi, all'età di quattro anni fu venduta da un mercante di schiavi al conte Charles de Ferriol, uomo corrotto, ambasciatore di Francia a Costantinopoli, che la allevò con cura destinandola ai suoi piaceri, e che la portò in Francia. Venne educata a Parigi dalla cognata di Ferriol insieme ai propri figli, Charles-Augustin de Ferriol d'Argental e Pont de Veyle. La sua posizione sociale, alcune avventure romanzesche e le sue intense passioni le diedero la celebrità nel XVIII secolo, tanto da  attirare le attenzioni del reggente Filippo II di Borbone-Orléans, le cui offerte lei ebbe la forza d'animo di rifiutare. Ebbe un legame profondo e duraturo con il Chevalier d'Aydie, dal quale ebbe una figlia.

## Le lettere
Le Lettres de Mlle Aïssé furono pubblicate nel 1787 con note di Voltaire e poi ristampate varie volte nel corso del XIX secolo per via dell'elevata sensibilità da esse attestate: si segnalano le edizioni effettuate nel 1846 da Jules Ravenel con una nota di Charles Augustin de Sainte-Beuve, e nel (1873) da Eugene Asse. Queste lettere, scritte negli ultimi anni della sua vita e indirizzate all'amica Madame Calandrini, contengono molte informazioni importanti su celebrità contemporanee, specialmente su Madame du Deffand e Madame de Tencin, ma sono soprattutto interessanti per il ritratto che offrono della tenerezza e della fedeltà della scrittrice. Mademoiselle Aïsse ha ispirato tre testi teatrali, a opera di Alexandre de Lavergne e P. Woucher (1854), di Louis Bouilhet (1872) e di Dejoux (1898).
La storia di Aïssé e del conte di Ferriol ispirò inoltre la Histoire d'une Grecque moderne dell'abbé Prévost.